# 岩出市巡回バス
岩出市巡回バス（いわでしじゅんかいバス）は、和歌山県岩出市で運行しているコミュニティバス。実際の運行業務は和歌山バス那賀に委託している。

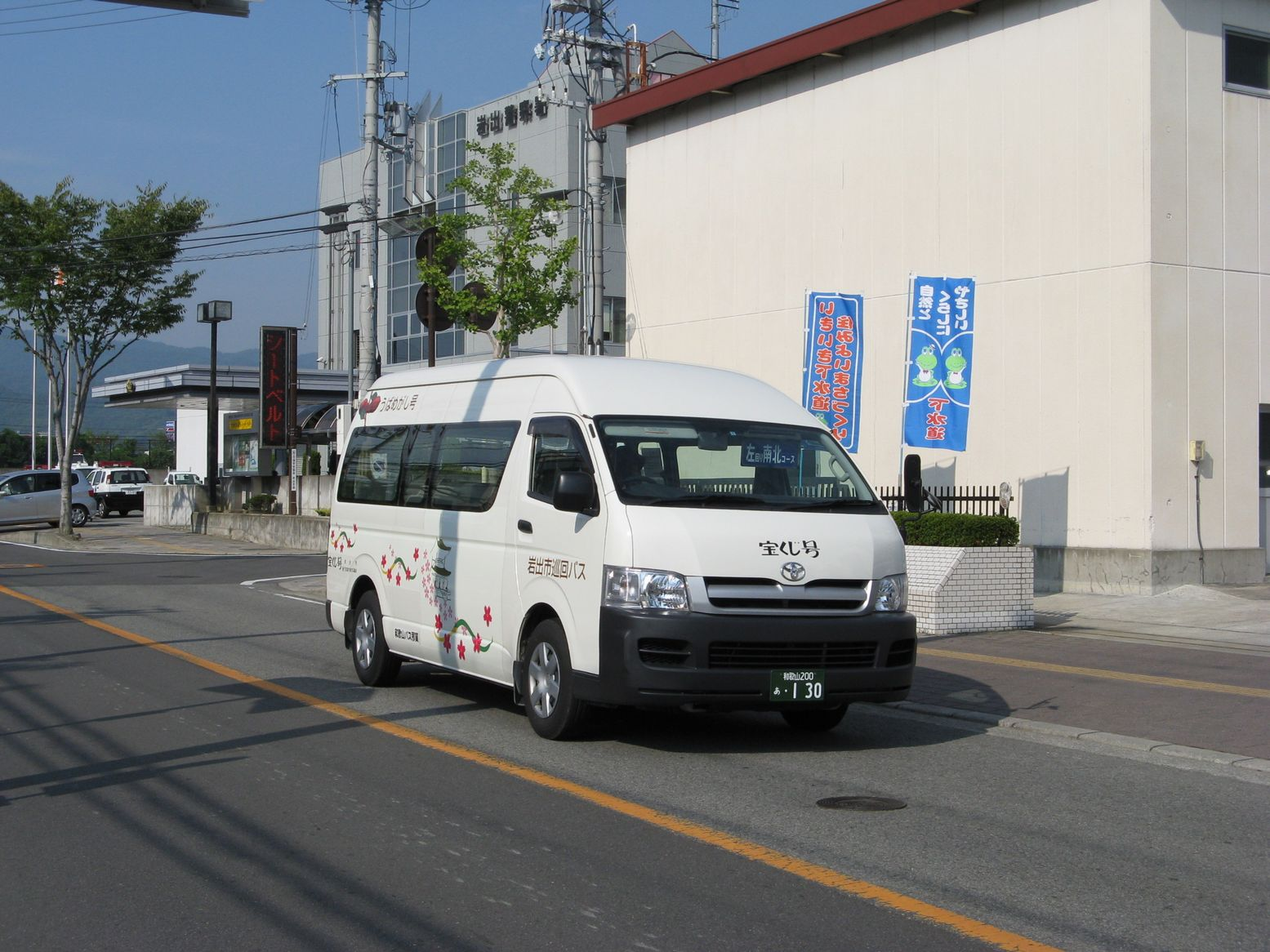
左回り南北コースのバス　那賀総合庁舎前にて

## 概要
- 運賃は大人150円、小学生80円（未就学児は引率者がいる場合1人まで無料）。
- 1月1日 - 3日以外は毎日運行する。
- 11回乗車で10回分料金の回数券があり、車内で販売している。
- 3コースある系統は全て循環運転で、右回りと左回りがある。

## 路線
- 全路線ハイエースコミューターにて運行を行っている。
- 東巡回（船戸・根来コース） 
  - 市役所 - 船戸 - 山崎 - 船戸跨橋北詰 - 岩出駅 - 上岩出駐在所前 - 上岩出コミセン - 緑化センター - 根来寺 - 根来西 - 安上 - 荊本 - 中迫南 - 市役所
- 西巡回（紀泉台・吉田コース）
  - 市役所 - 中迫南 - 中迫 - 総合保健福祉センター - うぐいす台 - 紀泉台ロータリー - 相谷 - 山村西 - 吉田団地 - 鴨沼団地 - 中島大畑毛 - 畑毛 - 市役所 - 岩出駅 - 市役所
- 中央巡回（南大池・中黒コース）
  - 市役所 - 岩出地区公民館 - 岩出駅 - 大町 - 岩出駅 - 那賀総合庁舎前 - 中迫住友団地 - 水栖 - 岩出第二中学校 - 桜台地区公民館 - 岩出図書館 - 中黒団地 - 市民総合体育館 - 市役所

## 歴史
- 2002年（平成14年）7月 - 停留所を増設。
- 2006年（平成18年）4月1日 - 市制施行により、岩出市巡回バスと改称。
- 2006年（平成18年）10月1日 - 老朽化車両をハイエースコミューターに置き換え。
- 2008年（平成20年）7月14日 - 運行経路を一部変更。回数券を販売開始。

## 鉄道との連絡
和歌山線岩出駅

## 他事業体バスとの連絡
岩出駅・岩出図書館・中迫などで和歌山バス那賀と、市役所・岩出駅・那賀総合庁舎・宮で紀の川コミュニティバスと連絡するが、接続が図られているとは言えない。